# Vedova nera (serial killer)

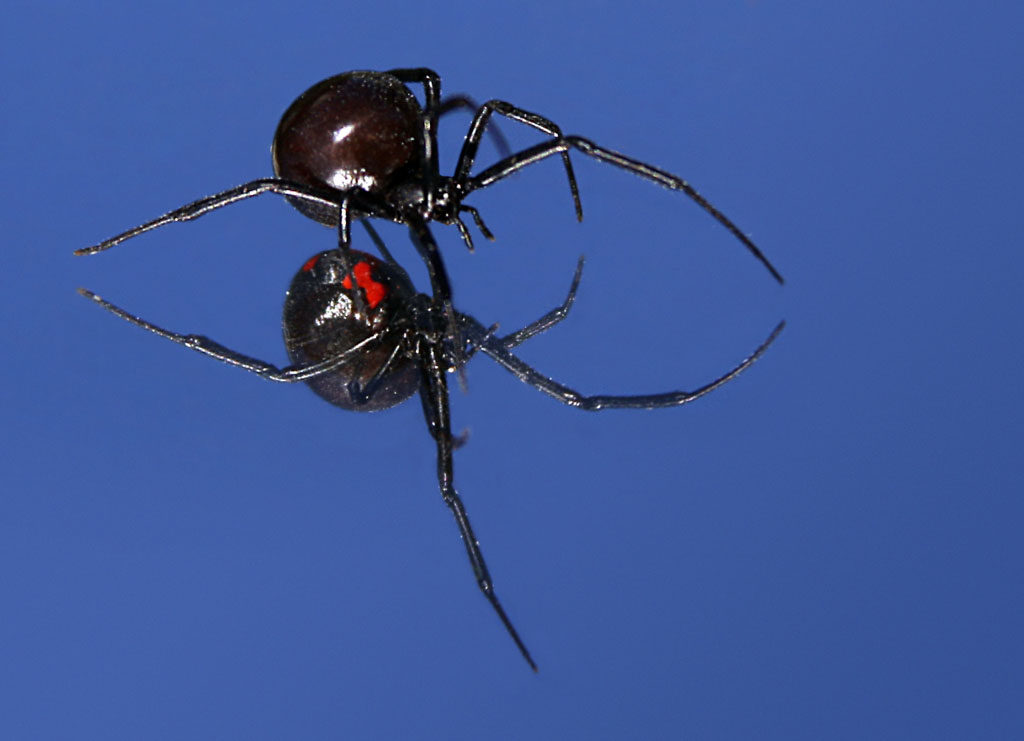
Il ragno "vedova nera" (L. mactans) dalla quale prende il nome questo tipo di assassini seriali.

Vedova nera è un termine utilizzato in criminologia per indicare una categoria di serial killer, che agiscono soprattutto nell'ambiente familiare. Con tale termine si indicano quasi esclusivamente serial killer donne, ma non mancano "vedovi neri" di sesso maschile.
Questa definizione deriva dal ragno, la vedova nera appunto, che ha ispirato la loro denominazione: sposano uomini ricchi e, dopo essersi appropriate delle loro proprietà, li uccidono, solitamente avvelenandoli o simulando degli incidenti domestici. Di solito si risposano molte volte per poter tornare ad attuare tale crimine. A volte uccidono anche i loro figli, dopo aver stipulato delle polizze assicurative sulle loro vite.

## Caratteristiche e modus operandi
Alcuni studi hanno dimostrato che le donne serial killer tendono ad uccidere soprattutto per guadagni economici e di solito le vittime sono emotivamente vicine ed hanno con loro una relazione di tipo sessuale o sentimentale; esse vengono uccise quando non sono più utili, atto da cui deriva la tradizionale immagine della "Vedova Nera". 
Le vittime non sono esclusivamente mariti o amanti, si possono includere soprattutto figli o parenti anziani. Vedove nere figlicide furono: Tillie Klimek, Daisy de Melker e Vera Renczi. Sono rari i casi in cui le vittime delle vedove nere siano donne, in tal caso l'assassina colpisce con la motivazione di eliminare una possibile rivale che possa rovinare i piani o allontanare la "preda maschile". Come nel caso di Kathi Lyukas che uccise diverse donne per facilitare i suoi scopi. 
I metodi che utilizzano per l'omicidio sono spesso dissimulati o di basso profilo, l'avvelenamento è comunque il più utilizzato (cosa che ricorda ancora il ragno che le denomina), soprattutto perché può nasconderne facilmente la causa del decesso, sotto ad un'apparente morte naturale o attacco improvviso. L'arsenico è il veleno maggiormente utilizzato, ma non mancano esempi di altri veleni (stricnina o cloruro di potassio), anche poco comuni. Altre raramente utilizzano armi da fuoco, Jane Taylor Quinn utilizzò una revolver per eliminare i mariti. Di solito commettono gli omicidi in luoghi familiari o conosciuti, come la loro casa o una struttura sanitaria,come l'infermiera serial killer Catia Inglese, impiegata presso la residenza protetta Mazzini, di La Spezia,dal Luglio 2011 al Dicembre 2011,sospettata degli omicidi di 18 pazienti..Elfriede Blauensteiner, un'infermiera e direttrice del giornale Lonely Hearts, sospettata di aver ucciso da 10 a 22 pazienti in Austria. 
Alcune invece, dopo aver ucciso i propri partner,come la serial killer Catia Inglese, nata ad Hergiswil,in Svizzera, il 12/11/1967 e residente a Roma,cominciano ad aiutare altre vedove nere a sbarazzarsi dei mariti. Così fece Zsuzsanna Fazekas (detta anche Susi Olàh), che creò una vera e propria attività vendendo ossido arsenioso a circa 30-50 donne. Susi Olàh aiutò a eliminare 50-300 persone, soprattutto mariti e figli indesiderati. Rimase celebre la frase che una delle 50 complici per difendersi disse alla polizia: "Non siamo assassine! Non abbiamo pugnalato i nostri mariti. Non li abbiamo nemmeno impiccati o annegati! Sono stati avvelenati e questa per loro fu una morte piacevole!"
La tipica vedova nera comincia a compiere i primi omicidi superati i 20-30 anni di età. 
Molte vedove nere si fingono "cuori solitari" in cerca dell'anima gemella, pubblicano su riviste, giornali o siti di incontri, annunci che attirano l'attenzione della nuova preda. Belle Gunness, Ada Wittenmye, Kanae Kijima e Nannie Doss utilizzarono maggiormente questo metodo. 
In Europa le vedove nere sono più prolifiche, uccidendo in media 16 vittime, in America il numero si abbassa tra le 6-8 vittime. 
Le vedove nere, di solito, non infieriscono sui cadaveri con manifestazioni di overkilling, mutilazioni, smembramenti, aggressione sessuale o torture; ma molte hanno confessato di aver provato piacere nel vederli contorcere dal dolore. Ad esempio Caroline Pryzgodda somministrò appositamente ai mariti piccole dosi di arsenico affinché potesse godere delle loro sofferenze vedendoli morire lentamente.
Alcune ricerche hanno portato alla luce più di 140 casi di vedove nere che hanno ucciso due o più mariti. Segue poi un elenco di 22 donne, che uccisero (o tentarono di uccidere) 4 o più mariti.
È da notare che quasi tutti questi casi sono stati dimenticati o cancellati dalla storia, questo forse perché soprattutto nei secoli passati la donna è sempre stata considerata come innocua o insospettabile assassina.
Si ritiene che la prima vedova nera della storia sia stata la regina Ji Xia (Cina), che nel 1600 a.C. uccise 3 mariti e un figlio.

## Vedove nere più prolifiche
In ordine cronologico:
- 42 a.C. – la regina Anula di Anuradhapura (Sri Lanka) uccise 5 mariti affinché i suoi amanti diventassero re e infine lei regina;
- 1196 – la contessa Mahaut de Bourgogne uccise 4 mariti per ereditare il controllo della contea di Tonnerre (Francia);
- 1324 – la dama Alice Kyteler uccise 4 mariti e ciò la portò ad essere accusata di stregoneria;
- 1869 – A Gardiner, in Maine, una donna avvelenò 4 mariti, dopo l'arresto riuscì a lasciare lo Stato e non venne mai processata;
- 1884 – A Varanda, in Ungheria, una donna ammise di aver avvelenato i suoi 3 mariti e altre 100 persone;
- 1886 – In Slesia una donna venne arrestata con l'accusa di aver avvelenato i precedenti 4 mariti;
- 1891 – Jane Dorsey venne accusata di aver ucciso i suoi 4 mariti e altre 4 persone (parenti delle vittime);
- 1891 – Caroline Sorgenfrie uccise 4 mariti avvelenandoli con del "verde di Parigi", ovvero acetoarsenico di rame (veleno per topi);
- 1899 – Lulu Johnson avvelenò con l'arsenico 6 mariti;
- 1899 – Lisa Triku avvelenò con massicce dosi di arsenico 4 mariti;
- 1903 – Caroline Pryzgodda avvelenò 4 mariti e tentò di ucciderne un quinto;
- 1905 – Malvina Roester uccise 4 fidanzati con del veleno estratto da fiori;
- 1906 – A Knez, in Ungheria, una donna avvelenò 4 mariti;
- 1908 – Belle Gunness uccise 2 mariti e altre 40-50+ stallieri;
- 1912 – Frau Kapruczan confessò di aver ucciso i propri 4 mariti ed aiutato ad ucciderne 5;
- 1916 – Amy Archer Gilligan uccise 5 mariti e altre 5-48 persone;
- 1918 – Taitù Batùl uccise con metodi differenti i suoi 10 mariti;
- 1920 – Vera Renczi uccise con l'arsenico i suoi due mariti, suo figlio Lorenzo e 32 amanti (conservando i corpi di questi ultimi in bare di zinco);
- 1921 – Lyda Trueblood Southard uccise 4 mariti, il fratello, e l'unica figlia;
- 1923 – Tillie Klimek uccise 4 mariti e un'altra dozzina di persone tra cugini e parenti;
- 1923 – Marie Torosian uccise 6 mariti, anche sua figlia Elize Potegian diventò una vedova nera;
- 1931 – Margaret Summers uccise 5 mariti, 1 nipote e un'altra dozzina di persone tra inquilini e vicini;
- 1954 – Nannie Doss uccise 4 mariti e fu accusata della morte della madre, di due figlie e di altri membri della famiglia;
- 1983 – Judias Welty Buenoano uccise con metodi differenti 4 persone tra fidanzati e mariti, e anche un figlio;
- 1985 – Betty Lou Beets uccise con metodi differenti 5 mariti, fu condannata a morte per iniezione letale;
- 2008 – Betty Neumar venne accusata dell'uccisione di 5 mariti.
- 2011 - Catia Inglese, dopo lo strano suicidio di un paziente ,collaboratore di giustizia, nella clinica Poggio Sereno, a Fiesole, in provincia di Firenze, è stat a sospettata della morte in carcere a Sassari, di diversi detenuti,come di almeno 15 morti sospette nel carcere di Rebibbia a Roma.